# اورکلاند
اورکلاند،(به انگلیسی: Orkland) یک  محدودهٔ شهرداری، در استان تروندلاگ، در کشور نروژ است.  این شهرداری در سال ۲۰۲۰ میلادی با ادغام  ۳ شهرداری  و قسمت هایی از ۲ شهرداری دیگر تأسیس شد. این ادغام،  بخشی از اصلاحات  تقسیمات مرزی شهرداری ها در کل کشور نروژ  بود.
مساحت محدودهٔ شهرداری اورکلاند، برابر ۱۹۰۶  کیلومتر مربع است. تعداد اهالی شهرداری، ۱۸۰۱۷ نفر است. مرکز اداری محدوده شهرداری اورکلاند، شهرک اورکانگر، است. بلندترین نقطه، در این شهرداری، ۱۱۶۲ متر از سطح دریا ارتفاع دارد.